# Mosquer de pit olivaci
El mosquer de pit olivaci (Myiophobus cryptoxanthus) és un ocell de la família dels tirànids (Tyrannidae).

## Hàbitat i distribució
Habita els boscos a les terres baixes, de l'est de l'Equador i nord-est del Perú.